# 위상 편이 변조
위상 편이 변조(Phase-shift keying, PSK)는 기준 신호(반송파)의 위상을 변경 또는 변조 함으로써 데이터를 전송하는 디지털 변조 방식이다
모든 디지털 변조 방식은 디지털 데이터를 표현하기 위해 한정된 수의 구분되는 신호를 사용한다. PSK는 이진 숫자의 고유한 패턴이 할당된 정해진 수의 위상을 사용한다. 일반적으로, 각각의 위상은 동일한 수의 비트를 부호화한다. 각각의 비트 패턴은 특정한 위상으로 표시되는 기호를 형성한다. 변조기에 사용되는 기호 세트를 위해 특별히 고안된 복조기는 수신된 신호의 위상을 알아내고, 다시 그것이 나타내는 기호로 매핑하여 원래의 데이터를 복구한다. 이는 수신기가 수신된 신호의 위상과 기준 신호를 비교할 수 있다는 것을 전제로 한다. 그리고 이러한 시스템을 일관성이라고 한다 (그리고 CPSK라고도 함).
혹은, 일정한 기준 파에 대해서 작동하는 대신, 방송은 그 스스로에 대해 작동 할 수 있다. 하나의 방송 파형의 위상의 변화는 중요한 항목으로 간주 될 수 있다.이러한 시스템에서, 복조기는 기준 파와 관련된 위상 그 자체가 아니라 수신된 신호의 위상의 변화를 밝혀낸다. 이 구조는 연속적인 위상들 간의 차이에 의존하기 때문에, 차동 위상 편이 변조 (DPSK)라고 불린다. 복조기가 비동기식 방식의 수신된 신호의 정확한 위상을 알아내기 위해, 기준 신호의 복사본을 가지고 있을 필요는 없기 때문에, DPSK는 일반 PSK보다 구현이 훨씬 간단하지만, 복조 과정에서 더 많은 오류가 생성될 수 있다.

## 서론
디지털로 표현되는 데이터의 전송을 위해 사용되는 디지털 변조 기술은 세 가지이다:
- 진폭 편이 변조 (ASK)
- 주파수 편이 변조 (FSK)
- 위상 편이 변조 (PSK)

세 가지 모두는 데이터 신호에 따라 반송파(일반적으로 정현파)인 기본 신호의 일부 특성을 변경시킴으로써 데이터를 전송한다. PSK의 경우 데이터 신호를 나타내기 위해 위상을 변화시킨다. 이처럼 신호의 위상을 활용하는 두 가지 기본 방법이 있다 :
- 복조기가 수신된 신호의 위상을 비교하기 위한 기준 신호가 있는 경우에, 위상 그 자체를 정보를 전달하는 것으로 보는 방법
- 위상의 변화를 정보를 전달하는 것으로 보는 방법- 일부는 기준 반송파를 필요로 하지 않는 (어느 정도까지) 차동  구조이다.

PSK 방식을 표현하는 쉬운 방법은 constellation diagram 상에서 이뤄진다.이것은  복소평면 상에서 점을 표시하는데, 이 복소평면에서  실수축과 허수축은 90 ° 차이로 인해서 각각 동상과 횡축으로 표현된다.수직축 상의 이러한 표현은 간단한 구현에 적합하다.동상 축을 따라 존재하는 각 점의 진폭은 코사인 (또는 사인)파를 조절하는데 사용되고. 횡축의 진폭은 사인(또는 코사인)파를 조절하는데 쓰인다.
PSK에서 선택된 신호 점은 보통 원 주변에 균일한 각도 간격으로 배치된다. 이는 인접한 점들 사이에 최대치의 상-분리를 제공함으로써, 손상으로 야기되는 부정적 영향을 받지 않도록 한다.    그들은 모두 동일한 에너지를 가지고 전송될 수 있도록 원에 배치된다. 이런 식으로, 그들이 나타내는 복소수의 계수들은 동일하다. 따라서 코사인과 사인 파를 위해 필요한 진폭 역시 같게 된다.많은 위상들이 사용될 수 있지만, 두 가지 대표적인 예로서 두 개의 위상을 사용하는 "이진 위상 편이 변조"(BPSK)와 네개의 위상을 사용하는 "직교 위상 편이 변조"(QPSK)를 들 수 있다.전송되는 데이터는 일반적으로 2진수로 구성되어있기 때문에, PSK 방식은 일반적으로 2의 거듭제곱인 신호점의 개수로 조직되어 있다.

### 정의
수학적 오차율을 알아내기 위해서, 몇 가지 정의가 필요하다:
- {\displaystyle E_{b}} = 비트 당 에너지
- {\displaystyle E_{s}} = 에너지 단위 기호 = {\displaystyle nE_{b}} 심볼 당 n  비트와 함께
- {\displaystyle T_{b}} = 비트 시간
- {\displaystyle T_{s}} = 심볼 주기
- {\displaystyle N_{0}/2} = 잡음 전력 스펙트럼 밀도 (W/Hz)
- {\displaystyle P_{b}} = 비트 오류율
- {\displaystyle P_{s}} = 기호 오류율

{\displaystyle Q(x)}는 평균이 0인 임이의 프로세스에서 추출된 하나의 샘플과 단위 분산 가우시안 확률 밀도 함수가 {\displaystyle x}보다 크거나 같을 확률을 제시할 것이다.그것은 보완 가우스 오차 함수의 축소 형태이다:
{\displaystyle Q(x)={\frac {1}{\sqrt {2\pi }}}\int _{x}^{\infty }e^{-t^{2}/2}dt={\frac {1}{2}}\,\operatorname {erfc} \left({\frac {x}{\sqrt {2}}}\right),\ x\geq {}0}.
여기에 인용된 오차율은 덧셈성 백색가우스 잡음 (AWGN)에 해당하는 것들이다.이러한 오차율은 페이딩 채널에서 계산된 것보다 낮기 때문에, 이론적으로 비교하기 좋은 벤치마크라고 할 수 있다.

## 용도
직교 진폭 변조에 비해 PSK가 특히 더 단순하기 때문에, 현존하는 기술에 널리 적용되고 있다.
무선 LAN 표준인 IEEE 802.11-1999은 필요한 데이터 속도에 따라 다양한 PSK를 사용한다. 1 Mbit/s의 기본 속도에는, DBPSK (차동 BPSK)를 사용한다. 2 Mbit/s의 확장 속도를 제공하기 위해서는, DQPSK가 사용된다.5.5 Mbit/s와 11 Mbit/s의 완전 속도에 도달하기 위해, QPSK가 채택되지만, 그것은 반드시 보완 코드 키와 결합해야 한다. 더 빠른 속도의 무선 LAN 표준인 IEEE 802.11g-2003는 8개의 데이터 속도를 가지고 있다: 6, 9, 12, 18, 24, 36, 48, 54 Mbit/s. 6Mbit/s 모드와 9Mbit/s 모드는 각 서브 캐리어가 BPSK로 변조되는 OFDM 변조를 사용한다.12 Mbit/s와 18 Mbit/s의 모드는 QPSK-OFDM을 사용한다. 가장 빠른 네 가지 모드는 직교 진폭 변조 형태의 OFDM을 사용한다.
그 단순함 때문 BPSK는 저가의 수동 송신기에 적합하며, ISO/IEC 14443와 같은 RFID 표준에 사용된다. 이 RFID는 생체 인식 여권과 아메리칸 익스프레스의 ExpressPay와 같은 신용 카드 및 기타 용도로 이용되고 있다.
블루투스 2는 두 장치의 연결이 충분히 견고할 때 낮은 속도 (2 Mbit/s)에서 {\displaystyle \pi /4}-DQPSK을 사용하고, 높은 속도 (3 Mbit/s)에서는 8-DPSK를 사용한다. 블루투스 1은 2진법의 방식인 가우스 최소 편이 변조로 변조한다. 따라서 버전 2에서 어느쪽을 선택하든, 그것은 더 빠른 전송 속도를 낼 것이다.유사한 기술인 IEEE 802.15.4 (직비에서 사용하는 무선 표준) 역시 PSK를 사용한다. IEEE 802.15.4는 두 개의 주파수 대역을 사용하게 한다.: BPSK를 사용하는 868-914 MHz와 OQPSK를 사용하는 2.4 GHz가 존재한다.
8-PSK는 이러한 다양한 방식으로부터 현저히 벗어나 있다. 이는 그것의 오차율이 단지 약 0.5 dB 더 나은 것일 뿐인 16-QAM에 가깝기 때문이다. 하지만 그 데이터 속도는 단지 16-QAM의 3/4밖에 되지 않는다. 따라서 8-PSK는 종종 표준에서 제외되고, 위에서 확인한 바와 같이 이 방식은 QPSK에서 16-QAM로 '점프'하는 경향이 있다. (8-QAM는 구현하는 것이 가능하지만 어렵다).
HughesNet 위성 ISP는 예외들 중에 포함되어있다. 예를 들어, 모델 HN7000S 모뎀은 KU-대역 통신 위성에서 8-PSK 변조를 사용한다.

## 같이 보기
- 차등 코딩
- Filtered symmetric differential phase-shift keying
- 변조 - 모든 변조 방식의 개요
- 위상 변조 (PM) - PSK에 해당하는 아날로그
- 극 변조
- PSK31
- PSK63

## 참고 문헌
이 문서의 표기와 이론적 결과는 다음의 소스에서 제시된 자료들에 기반한다:
- Proakis, John G. (1995). 《Digital Communications》. Singapore: McGraw Hill. ISBN 0-07-113814-5.
- Couch, Leon W. II (1997). 《Digital and Analog Communications》. Upper Saddle River, NJ: Prentice-Hall. ISBN 0-13-081223-4.
- Haykin, Simon (1988). 《Digital Communications》. Toronto, Canada: John Wiley & Sons. ISBN 0-471-62947-2.